# Hilde Weissner

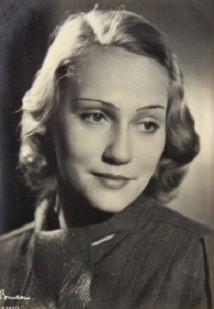
Hilde Weissner

Hilde Weissner, eigentlich Hildegard Margot Helene Weißbrodt (* 3. Juli 1909 in Stettin; † 30. Mai 1987 in Braunau am Inn), war eine deutsche Schauspielerin.

## Leben
Hilde Weissner war die Tochter des Justizbeamten Rodolf Weißbrodt und seiner Ehefrau Helene, einer Konzertsängerin. Nach dem Tod des Vaters 1922 zog sie 1927 mit der Mutter nach Hamburg. Hier erhielt sie Schauspielunterricht bei Herbert Hübner und Maria Eis. 1929 gab sie ihr Debüt als Maria Stuart am Schiller-Theater in Altona.
Es folgten ein zweijähriges Engagement am Deutschen Schauspielhaus Hamburg, 1932 Auftritte am Deutschen Theater Prag und im Mai 1933 das Debüt am Schiller-Theater Berlin. Gustaf Gründgens verpflichtete sie an die Preußischen Staatstheater, an denen sie bis 1939 spielte.

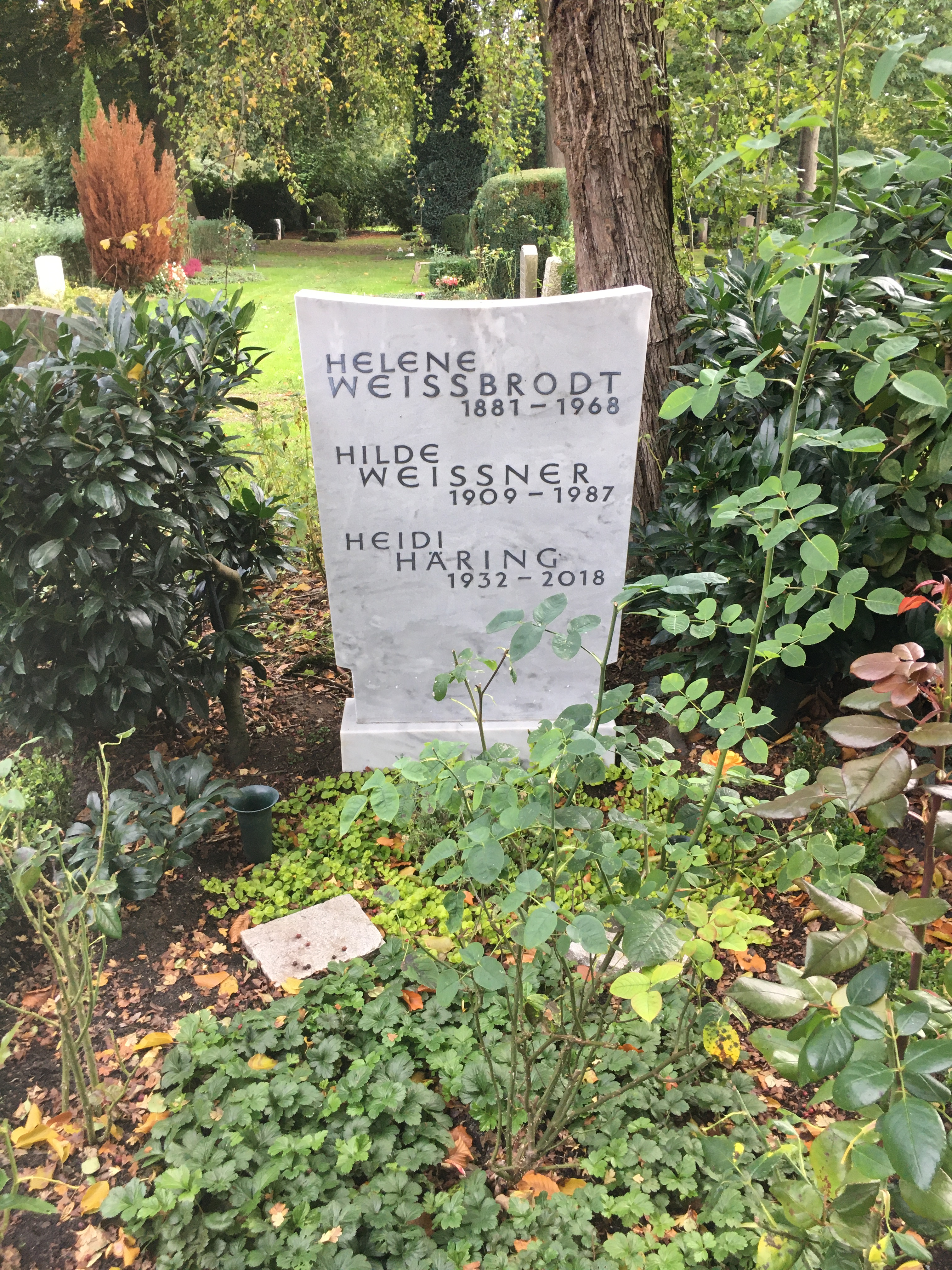
Grabstätte auf dem Friedhof Ohlsdorf

Im Film erhielt Hilde Weissner seit ihrem Debüt im September 1933 in der Komödie Die Finanzen des Großherzogs sofort Hauptrollen. Sie spielte regelmäßig starke, selbstbewusste Frauen, manchmal auch als negativ gezeichnete Gegenspielerin der eigentlichen Hauptdarstellerin. In der Kriminalkomödie Der Mann, der Sherlock Holmes war (1937) ist sie eine kühl kalkulierende Ganovin, in Geheimzeichen L-B-17 (1938) zeigt sie auch ihr Können als Tänzerin (die tiefe Gesangsstimme lieh ihr für diesen Film Kirsten Heiberg). In dem Heinz-Rühmann-Film Lauter Lügen (1938) ist sie die Rivalin Hertha Feilers. Sie stand 1944 in der Gottbegnadeten-Liste des Reichsministeriums für Volksaufklärung und Propaganda.
Nach Kriegsende wurden ihre Filmaufgaben spärlicher, und Hilde Weissner betätigte sich vor allem wieder am Deutschen Schauspielhaus in Hamburg. 1950 eröffnete sie einen Modesalon. Zunehmende Bedeutung gewann für sie auch das Fernsehen. 1962 erhielt sie eine Professur am Mozarteum in Salzburg, an dem sie bis 1973 das Schauspielseminar leitete. 1986 wurde sie mit dem Filmband in Gold für langjähriges und hervorragendes Wirken im deutschen Film ausgezeichnet.
Hilde Weissners erster Ehemann, der Komponist Peter Holm, fiel 1944. 1949 war sie kurzzeitig mit dem Rundfunkjournalisten Gerd Ribatis verheiratet. Aus ihrer Beziehung mit dem Schauspieler Lothar Müthel stammt ihre Tochter Viola (* 1935), aus ihrer Ehe mit Holm ihr Sohn Rolf Dieter (* 1941).
Sie wurde auf dem Friedhof Ohlsdorf beerdigt. Die Grabstätte liegt nördlich von Kapelle 4 im Planquadrat J 12.

## Filmografie (Auswahl)
- 1934: Die Finanzen des Großherzogs
- 1934: Pappi
- 1934: Was bin ich ohne Dich
- 1934: Lockvogel
- 1935: Der Mann mit der Pranke
- 1935: Traumulus
- 1936: Das Schloß in Flandern
- 1936: Dahinten in der Heide
- 1937: Ball im Metropol
- 1937: Der Mann, der Sherlock Holmes war
- 1938: Der Maulkorb
- 1938: Der unmögliche Herr Pitt
- 1938: Fracht von Baltimore
- 1938: Geheimzeichen LB 17
- 1938: Lauter Lügen
- 1939: Ehe in Dosen
- 1939: Die goldene Maske
- 1939: Kennwort Machin
- 1940: Ein Mann auf Abwegen
- 1940: Die Rothschilds
- 1940: Trenck, der Pandur
- 1940: Der liebe Augustin
- 1942: Diesel
- 1943: Großstadtmelodie
- 1944: Am Vorabend
- 1945: Die Brüder Noltenius
- 1949: Tromba
- 1953: Das ideale Brautpaar
- 1955: Geliebte Feindin
- 1956: Friederike von Barring
- 1963: Die Dubarry (Fernsehfilm)
- 1966: Die Nibelungen, 1. Teil: Siegfried von Xanten
- 1967: Die Nibelungen, 2. Teil: Kriemhilds Rache
- 1967: König Lear (Fernsehfilm)
- 1968: Ein kleines Fest (Fernsehfilm)
- 1969: Der Kommissar – Der Papierblumenmörder (Fernsehserie)
- 1970: Something for Everyone
- 1970: Der Kommissar – Drei Tote reisen nach Wien
- 1972: Der Kommissar – Das Ende eines Humoristen
- 1972: Das Geheimnis der alten Mamsell (Fernsehfilm)
- 1974: Derrick – Waldweg (Fernsehserie)
- 1974: Alexander und die Töchter (Fernsehserie)
- 1975: Flirt von gestern
- 1978: Schöner Gigolo, armer Gigolo
- 1978: Derrick – Abendfrieden